# Сучітан (вулкан)
Вулкан Сучітан (ісп. Suchitán) — стратовулкан, розташований в Асунсьйон-Міта, Хутьяпа, Гватемала. 
Вулкан Сучітан знаходиться на північний схід від міста Хутьяпа, є одним із найбільших вулканів на південному півдні Гватемали. Вершина андезит-базальтового стратовулкану витягнута з півночі на південь. Кілька великих каньйонів прорізають схили переважно споруди. Великий паразитичний конус, Сьєрро-Маталтепе, розташований на верху північного схилу; два менші конуси розташовані у низу північного схилу. Два потоки голоценової базальтової лави розташовані на північному та північно-західному флангах, і багато флангових жерл - базальтові. Вулкан був побудований безпосередньо на схід від 5-кілометрової базальтово-дацитової кальдери Ретана, утвореної частково в зв’язку з виверженням дацитової пемзи. Стрімкі стіни висотою 60-250 м здіймаються над плоским дном кальдери. Один з останніх базальтових потоків протікав через низьку виїмку в східній частині кальдери. Кілька лавових конусів і маар розташовані з півночі на південь від кальдери Ретана. Вважається, що виверження 1469 року насправді відбулося з вулкана Атітлан на Гватемальському нагір’ї